# Johann Nicolaus Schrage
Johann Nicolaus Schrage (* 15. November 1753 in Hildesheim; † 2. März 1795 in Stolzenau) war ein deutscher evangelischer Theologe. Nach einigen Jahren als Pfarrer in Hollenstedt übernahm er 1790 eine Dozentenstelle in Göttingen und wurde schließlich 1792 Superintendent in Stolzenau.

## Leben
Schrage wurde als Sohn eines Böttchers und Metzgers geboren. Schon früh verlor er seine Eltern und wurde vom Stiefvater großgezogen. Sein Großvater mütterlicherseits sorgte durch finanzielle Hilfe dafür, dass er sich geistig entwickeln konnte. Vom 14. bis zum 21. Lebensjahr besuchte er das Gymnasium seiner Vaterstadt und verdiente sich als Hauslehrer einiger Familien ein Zubrot. 1773 bezog er die Universität Göttingen, um ein Studium der Theologie zu absolvieren. Seine Ausbildung beschränkte er auf den für das Predigen notwendigen pragmatischen Kern, statt nach umfassender Bildung zu streben. 1776 wurde er Hauslehrer in Hannover bei der „hübschen“ Familie Hinüber, wo ihm zugleich die Ausbildung der vier Töchter des späteren Herzogs Karl II. von Mecklenburg übertragen wurde. Mehrere Versuche, in Hildesheim Pfarrstellen zu übernehmen, schlugen fehl, obwohl er beständig sein rhetorisches Talent schulte. Ein Nekrolog hob hervor, dass seine Predigten von einer „musterhaften Popularität“ gewesen seien, ein anderer nahm an der „allzulebhaften Gestikulation“ und „dem oft an unrechter Stelle hervortretenden Eifer“ Anstoß. 
1782 absolvierte er sein theologisches Examen in Hannover, um die vakant werdende Stelle an der Gartenkirche von Wilhelm Johann Julius Hoppenstedt zu übernehmen. Auch das scheiterte, Schrage heiratete aber Hoppenstedts zweite Tochter, „eine so äußerst sanfte Seele, mit dem Grade der Bildung und Häuslichkeit, die … seine Eigenheiten zu tragen, seine natürliche, aufbrausende Heftigkeit mit so schonendem Nachgeben zu behandeln und zu entwaffnen wußte“. 1784 erhielt Schrage schließlich die Pfarrstelle in Hollenstedt bei Uelzen. Gemeinsam mit seiner Frau nahm er hier junge Waisenmädchen zur Pflege auf, sein Sohn Carl starb hier im Kindesalter. 1790 erfolgte nach einer gut aufgenommenen Gastpredigt an der hannoverschen Marktkirche ein Ruf als außerordentlicher Professor der Theologie an die Universität Göttingen, womit das zweite Pfarramt an der Universitätskirche verbunden war. Jedoch wirkte er dort recht glücklos. Daher nahm er 1792 die Superintendentur in Stolzenau an, wo er sich an der Verbesserung des Schulwesens beteiligte, jedoch 1795 an einer Lungenentzündung starb. Ihn überlebten seine Witwe und sechs Kinder.

## Werke
- Predigten bei der Veränderung seines Amtes. Dieterich, Göttingen 1790 (Digitalisat der SUB Göttingen, 2012).
- Prog. In quo commendantur doctrinae de sublimiori Christi natura ad excitanda pietatis studia vis et usus. Pars prior. Göttingen 1790.